# Nikołaj Żeleznikow
Nikołaj Iwanowicz Żeleznikow (ros. Николай Иванович Железников, ur. 22 marca 1906 we wsi Bolszaja Lipowica w guberni tambowskiej, zm. w marcu 1974 w Moskwie) – funkcjonariusz radzieckich służb specjalnych, generał porucznik.

## Życiorys
Po ukończeniu szkoły technicznej w Tambowie był ślusarzem i mechanikiem, od sierpnia 1928 w WKP(b), od czerwca 1931 do maja 1931 kursant szkoły broni pancernej w Orle, później dowódca plutonu. Od marca 1934 do lutego 1939 studiował w Wojskowej Akademii Mechanizacji i Motoryzacji im. Stalina w Moskwie, od 4 lutego 1939 do 29 kwietnia 1943 szef Wydziału Specjalnego NKWD Środkowoazjatyckiego Okręgu Wojskowego w stopniu majora bezpieczeństwa państwowego, od 14 lutego 1942 starszego majora, a od 14 lutego 1943 komisarza bezpieczeństwa państwowego. Od 29 kwietnia do 10 października 1943 szef Zarządu Kontrwywiadu Smiersz Frontu Briańskiego, 26 maja 1943 awansowany na generała majora, od 20 października 1943 do czerwca 1945 szef Zarządu Kontrwywiadu Smiersz 2 Frontu Nadbałtyckiego, 25 września 1944 mianowany generałem porucznikiem. Od 22 lipca 1945 do 15 lipca 1946 szef Zarządu Kontrwywiadu Smiersz Gorkowskiego Okręgu Wojskowego, od 15 lipca 1945 do 23 lutego 1950 szef Zarządu Kontrwywiadu MGB Północnej Grupy Wojsk stacjonującej w Polsce, od 23 lutego 1950 do 23 czerwca 1953 szef Zarządu Kontrwywiadu MGB/MWD Grupy Wojsk Radzieckich w Niemczech, od 7 sierpnia 1953 do 10 marca 1961 szef Wydziału Specjalnego MWD/KGB Zakaukaskiego Okręgu Wojskowego, od 10 marca 1961 do września 1966 szef wydziału Wyższej Szkoły KGB, następnie na emeryturze.

## Odznaczenia
- Order Czerwonego Sztandaru (trzykrotnie - 30 lipca 1944, 31 lipca 1944 i 1 czerwca 1951)
- Order Kutuzowa II klasy (21 kwietnia 1945)
- Order Wojny Ojczyźnianej I klasy (27 sierpnia 1943)
- Order Czerwonej Gwiazdy
- Odznaka "Zasłużony Funkcjonariusz NKWD" (2 lutego 1942)

I 5 medali.